# Регіс Ротенбюлер
Регіс Ротенбюлер (нім. Régis Rothenbühler, нар. 11 жовтня 1970, Поррантрюї) — швейцарський футболіст, що грав на позиції захисника. По завершенні ігрової кар'єри — тренер. З 2017 року входить до тренерського штабу юнацької збірної Швейцарії (U-15).
Виступав, зокрема, за клуби «Ксамакс» та «Лугано», а також національну збірну Швейцарії.

## Клубна кар'єра
У футболі дебютував 1988 року виступами за команду «Ксамакс», в якій провів п'ять сезонів, взявши участь у 88 матчах чемпіонату. 
Протягом 1993—1994 років захищав кольори клубу «Серветт».
Своєю грою за останню команду знову привернув увагу представників тренерського штабу клубу «Ксамакс», до складу якого повернувся 1994 року. Цього разу відіграв за команду з Невшателя наступні п'ять сезонів своєї ігрової кар'єри. Більшість часу, проведеного у складі «Ксамакса», був основним гравцем захисту команди.
Згодом з 1999 по 2004 рік грав у складі команд «Лугано», «К'яссо», «Люцерн», «Малькантоне Аньйо» та «Б'яскезі».
Завершив ігрову кар'єру у команді «Фрібур», за яку виступав протягом 2005—2006 років.

## Виступи за збірну
1992 року дебютував в офіційних матчах у складі національної збірної Швейцарії.
У складі збірної був учасником чемпіонату Європи 1996 року в Англії, де не зіграв жодного з трьох матчів команди, що вилетіла в першому раунді.
Загалом протягом кар'єри в національній команді, яка тривала 9 років, провів у її формі 19 матчів.

## Кар'єра тренера
Розпочав тренерську кар'єру, повернувшись до футболу після невеликої перерви, 2011 року, очоливши тренерський штаб клубу «Мендризіо», де пропрацював з 2011 по 2012 рік.
Згодом входив до тренерських штабів збірних команд Швейцарії (U-16) та (U-15), де і працює з 2017 року як помічник головного тренера.